# Atletica leggera ai Giochi della XXIX Olimpiade - 200 metri piani maschili
Ai Giochi della XXIX Olimpiade, tenutisi a Pechino nel 2008, la competizione dei 200 metri piani maschili si è svolta il 18 e il 20 agosto presso lo Stadio nazionale di Pechino.

## Presenze ed assenze dei campioni in carica
| Competizione         | Atleta            | Prestazione | Pechino 2008 |
| -------------------- | ----------------- | ----------- | ------------ |
| Olimpiadi 2004       | Shawn Crawford    | 19”79       | Presente     |
| Commonwealth 2006    | Omar Brown        | 20”47       | Non qual.    |
| Europei 2006         | Francis Obikwelu  | 20”01       | Solo 100 m   |
| Coppa del mondo 2006 | Wallace Spearmon  | 19”87       | Presente     |
| Asiatici 2006        | Shingo Suetsugu   | 20”60       | Presente     |
| Panamericani 2007    | Brendan Christian | 20”37       | Presente     |
| Mondiali 2007        | Tyson Gay         | 19”76       | Solo 100 m   |
|                      |                   |             |              |
| Mondiali junior 2004 | Andrew Howe       | 20”28       | Solo Lungo   |

## Cronoprogramma
| 8 Batterie         | 18 agosto, ore 10:00 | 61 partenti   | Si qualificano i primi 3 + gli 8 migliori tempi. |
| 4 Quarti di finale | 18 agosto, ore 20:00 | 8 + 8 + 8 + 8 | Si qualificano i primi 3 + i 4 migliori tempi.   |
| 2 Semifinali       | 19 agosto, ore 21:25 | 8 + 8         | Si qualificano i primi 4 di ciascuna semifinale  |
| Finale             | 20 agosto, ore 22:20 | 8 concorrenti |                                                  |

## Gara
Il più veloce nei primi due turni è Brian Dzingai, dello Zimbabwe.
Nella prima semifinale Churandy Martina vince col nuovo record nazionale (20"11). Nella seconda, Usain Bolt fa ancora meglio: 20"09.
In finale il giamaicano parte dalla corsia 5, esegue una curva da manuale e si presenta sulla dirittura d'arrivo con 2-3 metri di vantaggio sul campione uscente Crawford. Dopo la prima frazione corsa in 9"96, copre la seconda parte del tracciato in 9"34. Il tempo finale è 19"30: il record mondiale è battuto di due centesimi.
Al secondo posto si piazza Churandy Martina col nuovo record nazionale; terzo giunge Wallace Spearmon che aveva rimontato dall'ultimo posto. Ma i due vengono squalificati pochi minuti dopo l'arrivo per invasione di corsia. Il campione uscente Shawn Crawford sale così dal quarto al secondo posto; Walter Dix, terzo, bissa il bronzo dei 100 metri.

## Batterie
Lunedì 18 agosto.
Si qualificano per i Quarti di finale i primi 3 classificati di ogni batteria. Vengono ripescati gli 8 migliori tempi degli esclusi.

### 1ª Batteria
Ore 10:05 UTC+8.

| Pos | Corsia | Atleta             | Paese        | Tempo | Note |
| --- | ------ | ------------------ | ------------ | ----- | ---- |
| 1   | 4      | Shawn Crawford     | Stati Uniti  | 20"61 | Q    |
| 2   | 6      | Marcin Jędrusiński | Polonia      | 20"64 | Q    |
| 3   | 7      | Stephan Buckland   | Mauritius    | 20"98 | Q    |
| 4   | 1      | Jiří Vojtík        | Rep. Ceca    | 21"05 |      |
| 5   | 9      | Fanuel Kenosi      | Botswana     | 21"09 |      |
| 6   | 3      | Adam Harris        | Guyana       | 21"36 |      |
| 7   | 5      | Khalil Al-Hanahneh | Giordania    | 21"55 |      |
| 8   | 2      | Solomon Bayoh      | Sierra Leone | 22"16 |      |
|     | 8      | Francis Obikwelu   | Portogallo   | NP    |      |

### 2ª Batteria
Ore 10:12 UTC+8.

| Pos | Corsia | Atleta               | Paese         | Tempo | Note |
| --- | ------ | -------------------- | ------------- | ----- | ---- |
| 1   | 3      | Brian Dzingai        | Zimbabwe      | 20"25 | Q    |
| 2   | 5      | Christian Malcolm    | Gran Bretagna | 20"42 | Q    |
| 3   | 4      | Christopher Williams | Giamaica      | 20"53 | Q    |
| 4   | 8      | Shinji Takahira      | Giappone      | 20"58 | q    |
| 5   | 2      | Amr Seoud            | Egitto        | 20"75 | q    |
| 6   | 9      | Thuso Mpuang         | Sudafrica     | 20"87 | q    |
| 7   | 6      | Daniel Grueso        | Colombia      | 21"15 |      |
| 8   | 7      | Arnaldo Abrantes     | Portogallo    | 21"46 |      |

### 3ª Batteria
Ore 10:19 UTC+8.

| Pos | Corsia | Atleta            | Paese               | Tempo | Note |
| --- | ------ | ----------------- | ------------------- | ----- | ---- |
| 1   | 8      | Marlon Devonish   | Gran Bretagna       | 20"49 | Q    |
| 2   | 5      | Kim Collins       | Saint Kitts e Nevis | 20"55 | Q    |
| 3   | 7      | Marvin Anderson   | Giamaica            | 20"85 | Q    |
| 4   | 9      | Matic Osovnikar   | Slovenia            | 20"89 | q    |
| 5   | 2      | Chris Lloyd       | Dominica            | 20"90 |      |
| 6   | 6      | Heber Viera       | Uruguay             | 20"93 |      |
| 7   | 4      | Cristián Reyes    | Cile                | 21"20 |      |
| 8   | 3      | Franklin Nazareno | Ecuador             | 21"26 |      |

### 4ª Batteria
Ore 10:26 UTC+8.

| Pos | Corsia | Atleta                | Paese       | Tempo | Note |
| --- | ------ | --------------------- | ----------- | ----- | ---- |
| 1   | 5      | Roman Smirnov         | Russia      | 20"76 | Q    |
| 2   | 3      | Walter Dix            | Stati Uniti | 20"77 | Q    |
| 3   | 9      | Rolando Palacios      | Honduras    | 20"81 | Q    |
| 4   | 8      | Ángel David Rodriguez | Spagna      | 20"87 | q    |
| 5   | 2      | Bruno de Barros       | Brasile     | 21"15 |      |
| 6   | 7      | Desislav Gunev        | Bulgaria    | 21"55 |      |
| 7   | 4      | Vyacheslav Muravyev   | Kazakistan  | 21"68 |      |
| 8   | 5      | Nicolai Portelli      | Malta       | 22"31 |      |

### 5ª Batteria
Ore 10:33 UTC+8.

| Pos | Corsia | Atleta              | Paese             | Tempo | Note |
| --- | ------ | ------------------- | ----------------- | ----- | ---- |
| 1   | 6      | Rondell Sorillo     | Trinidad e Tobago | 20"58 | Q    |
| 2   | 4      | Usain Bolt          | Giamaica          | 20"64 | Q    |
| 3   | 2      | Kristof Beyens      | Belgio            | 20"69 | Q    |
| 4   | 9      | Marc Schneeberger   | Svizzera          | 20"86 | q    |
| 5   | 7      | José Acevedo        | Venezuela         | 21"06 |      |
| 6   | 8      | Ihor Bodrov         | Ucraina           | 21"38 |      |
| 7   | 3      | Mohamad Siraj Tamim | Libano            | 21"80 | RP   |
| 8   | 1      | Oleg Juavlyov       | Uzbekistan        | 22"31 |      |
| 9   | 5      | Juan Zeledon        | Nicaragua         | 23"39 |      |

### 6ª Batteria
Ore 10:40 UTC+8.

| Pos | Corsia | Atleta              | Paese       | Tempo | Note |
| --- | ------ | ------------------- | ----------- | ----- | ---- |
| 1   | 3      | Wallace Spearmon    | Stati Uniti | 20"46 | Q    |
| 2   | 4      | Jaysuma Saidy Ndure | Norvegia    | 20"54 | Q    |
| 3   | 2      | Paul Hession        | Irlanda     | 20"59 | Q    |
| 4   | 8      | Seth Amoo           | Ghana       | 20"91 |      |
| 5   | 7      | Ronalds Arājs       | Lettonia    | 21"22 |      |
| 6   | 5      | Jayson Jones        | Belize      | 21"54 |      |
| 7   | 6      | Nabie Fofanah       | Guinea      | 21"68 |      |
|     | 9      | Bryan Barnett       | Canada      | Rit.  |      |

### 7ª Batteria
Ore 10:47 UTC+8.

| Pos | Corsia | Atleta              | Paese               | Tempo | Note |
| --- | ------ | ------------------- | ------------------- | ----- | ---- |
| 1   | 6      | Obinna Metu         | Nigeria             | 20"62 | Q    |
| 2   | 9      | Ramil Guliyev       | Azerbaigian         | 20"78 | Q    |
| 3   | 8      | Churandy Martina    | Antille Olandesi    | 20"78 | Q    |
| 4   | 4      | Sandro Viana        | Brasile             | 20"84 | q    |
| 5   | 5      | Jamaal Rolle        | Bahamas             | 20"93 |      |
| 6   | 2      | Shingo Suetsugu     | Giappone            | 20"93 |      |
| 7   | 7      | Omar Jouma Al-Salfa | Emirati Arabi Uniti | 21"00 |      |
|     | 3      | Alexander Nelson    | Gran Bretagna       | NP    |      |

### 8ª Batteria
Ore 10:54 UTC+8.

| Pos | Corsia | Atleta            | Paese             | Tempo | Note |
| --- | ------ | ----------------- | ----------------- | ----- | ---- |
| 1   | 6      | Aaron Armstrong   | Trinidad e Tobago | 20"57 | Q    |
| 2   | 8      | Brendan Christian | Antigua e Barbuda | 20"58 | Q    |
| 3   | 7      | Jared Connaughton | Canada            | 20"60 | Q    |
| 4   | 9      | Visa Hongisto     | Finlandia         | 20"62 | q    |
| 5   | 3      | Marco Cribari     | Svizzera          | 20"98 |      |
| 6   | 2      | James Dolphin     | Nuova Zelanda     | 20"98 |      |
| 7   | 5      | Peimeng Zhang     | Cina              | 21"06 |      |
|     | 4      | Samuel Francis    | Qatar             | NP    |      |

### Graduatoria Batterie
| Batteria | Corsia | Atleta                | Paese               | Tempo | Note |
| -------- | ------ | --------------------- | ------------------- | ----- | ---- |
| 2        | 3      | Brian Dzingai         | Zimbabwe            | 20"25 | Q    |
| 2        | 5      | Christian Malcolm     | Gran Bretagna       | 20"42 | Q    |
| 6        | 3      | Wallace Spearmon      | Stati Uniti         | 20"46 | Q    |
| 3        | 8      | Marlon Devonish       | Gran Bretagna       | 20"49 | Q    |
| 2        | 4      | Christopher Williams  | Giamaica            | 20"53 | Q    |
| 6        | 4      | Jaysuma Saidy Ndure   | Norvegia            | 20"54 | Q    |
| 3        | 5      | Kim Collins           | Saint Kitts e Nevis | 20"55 | Q    |
| 8        | 6      | Aaron Armstrong       | Trinidad e Tobago   | 20"57 | Q    |
| 8        | 8      | Brendan Christian     | Antigua e Barbuda   | 20"58 | Q    |
| 5        | 6      | Rondell Sorillo       | Trinidad e Tobago   | 20"58 | Q    |
| 2        | 8      | Shinji Takahira       | Giappone            | 20"58 | q    |
| 6        | 2      | Paul Hession          | Irlanda             | 20"59 | Q    |
| 8        | 7      | Jared Connaughton     | Canada              | 20"60 | Q    |
| 1        | 4      | Shawn Crawford        | Stati Uniti         | 20"61 | Q    |
| 7        | 6      | Obinna Metu           | Nigeria             | 20"62 | Q    |
| 8        | 9      | Visa Hongisto         | Finlandia           | 20"62 | q    |
| 1        | 6      | Marcin Jędrusiński    | Polonia             | 20"64 | Q    |
| 5        | 4      | Usain Bolt            | Giamaica            | 20"64 | Q    |
| 5        | 2      | Kristof Beyens        | Belgio              | 20"69 | Q    |
| 2        | 2      | Amr Seoud             | Egitto              | 20"75 | q    |
| 4        | 5      | Roman Smirnov         | Russia              | 20"76 | Q    |
| 4        | 3      | Walter Dix            | Stati Uniti         | 20"77 | Q    |
| 7        | 9      | Ramil Guliyev         | Azerbaigian         | 20"78 | Q    |
| 7        | 8      | Churandy Martina      | Antille Olandesi    | 20"78 | Q    |
| 4        | 9      | Rolando Palacios      | Honduras            | 20"81 | Q    |
| 7        | 4      | Sandro Viana          | Brasile             | 20"84 | q    |
| 3        | 7      | Marvin Anderson       | Giamaica            | 20"85 | Q    |
| 5        | 9      | Marc Schneeberger     | Svizzera            | 20"86 | q    |
| 2        | 9      | Thuso Mpuang          | Sudafrica           | 20"87 | q    |
| 4        | 8      | Ángel David Rodriguez | Spagna              | 20"87 | q    |
| 3        | 9      | Matic Osovnikar       | Slovenia            | 20"89 | q    |
| 3        | 2      | Chris Lloyd           | Dominica            | 20"90 |      |
| 6        | 8      | Seth Amoo             | Ghana               | 20"91 |      |
| 3        | 6      | Heber Viera           | Uruguay             | 20"93 |      |
| 7        | 5      | Jamaal Rolle          | Bahamas             | 20"93 |      |
| 7        | 2      | Shingo Suetsugu       | Giappone            | 20"93 |      |
| 1        | 7      | Stephan Buckland      | Mauritius           | 20"98 | Q    |
| 8        | 3      | Marco Cribari         | Svizzera            | 20"98 |      |
| 8        | 2      | James Dolphin         | Nuova Zelanda       | 20"98 |      |
| 7        | 7      | Omar Jouma Al-Salfa   | Emirati Arabi Uniti | 21"00 |      |
| 1        | 1      | Jiří Vojtík           | Rep. Ceca           | 21"05 |      |
| 5        | 7      | José Acevedo          | Venezuela           | 21"06 |      |
| 8        | 5      | Peimeng Zhang         | Cina                | 21"06 |      |
| 1        | 9      | Fanuel Kenosi         | Botswana            | 21"09 |      |
| 2        | 6      | Daniel Grueso         | Colombia            | 21"15 |      |
| 4        | 2      | Bruno de Barros       | Brasile             | 21"15 |      |
| 3        | 4      | Cristián Reyes        | Cile                | 21"20 |      |
| 6        | 7      | Ronalds Arājs         | Lettonia            | 21"22 |      |
| 3        | 3      | Franklin Nazareno     | Ecuador             | 21"26 |      |
| 1        | 3      | Adam Harris           | Guyana              | 21"36 |      |
| 5        | 8      | Ihor Bodrov           | Ucraina             | 21"38 |      |
| 2        | 7      | Arnaldo Abrantes      | Portogallo          | 21"46 |      |
| 6        | 5      | Jayson Jones          | Belize              | 21"54 |      |
| 1        | 5      | Khalil Al-Hanahneh    | Giordania           | 21"55 |      |
| 4        | 7      | Desislav Gunev        | Bulgaria            | 21"55 |      |
| 4        | 4      | Vyacheslav Muravyev   | Kazakistan          | 21"68 |      |
| 6        | 6      | Nabie Fofanah         | Guinea              | 21"68 |      |
| 5        | 3      | Mohamad Siraj Tamim   | Libano              | 21"80 | RP   |
| 1        | 2      | Solomon Bayoh         | Sierra Leone        | 22"16 |      |
| 4        | 5      | Nicolai Portelli      | Malta               | 22"31 |      |
| 5        | 1      | Oleg Juavlyov         | Uzbekistan          | 22"31 |      |
| 5        | 5      | Juan Zeledon          | Nicaragua           | 23"39 |      |
| 1        | 8      | Francis Obikwelu      | Portogallo          | NP    |      |
| 7        | 3      | Alexander Nelson      | Gran Bretagna       | NP    |      |
| 8        | 4      | Samuel Francis        | Qatar               | NP    |      |
| 6        | 9      | Bryan Barnett         | Canada              | Rit.  |      |

Legenda:
- Q = Qualificato per il turno successivo;
- q = Ripescato per il turno successivo;
- RN = Record nazionale;
- RP = Record personale;
- NP = Non partito;
- Rit. = Ritirato.

## Quarti di finale
Lunedì 18 agosto.
Si qualificano per le Semifinali i primi 3 classificati di ogni batteria. Vengono ripescati i 4 migliori tempi degli esclusi.

### 1° Quarto
Ore 20:05 UTC+8.

| Pos | Corsia | Atleta                | Paese               | Tempo | Note |
| --- | ------ | --------------------- | ------------------- | ----- | ---- |
| 1   | 4      | Usain Bolt            | Giamaica            | 20"29 | Q    |
| 2   | 7      | Shawn Crawford        | Stati Uniti         | 20"42 | Q    |
| 3   | 6      | Kim Collins           | Saint Kitts e Nevis | 20"43 | Q    |
| 4   | 5      | Marlon Devonish       | Gran Bretagna       | 20"43 | q    |
| 5   | 9      | Jared Connaughton     | Canada              | 20"45 | q    |
| 6   | 3      | Amr Seoud             | Egitto              | 20"55 | RN   |
| 7   | 8      | Rolando Palacios      | Honduras            | 20"87 |      |
| 8   | 2      | Ángel David Rodriguez | Spagna              | 20"96 |      |

### 2° Quarto
Ore 20:12 UTC+8.

| Pos | Corsia | Atleta               | Paese         | Tempo | Note |
| --- | ------ | -------------------- | ------------- | ----- | ---- |
| 1   | 4      | Brian Dzingai        | Zimbabwe      | 20"23 | Q    |
| 2   | 7      | Walter Dix           | Stati Uniti   | 20"27 | Q    |
| 3   | 8      | Christopher Williams | Giamaica      | 20"28 | Q    |
| 4   | 6      | Christian Malcolm    | Gran Bretagna | 20"30 | q    |
| 5   | 9      | Stephan Buckland     | Mauritius     | 20"37 | q    |
| 6   | 5      | Roman Smirnov        | Russia        | 20"62 |      |
| 7   | 3      | Shinji Takahira      | Giappone      | 20"63 |      |
| 8   | 2      | Matic Osovnikar      | Slovenia      | 20"95 |      |

### 3° Quarto
Ore 20:19 UTC+8.

| Pos | Corsia | Atleta             | Paese             | Tempo | Note |
| --- | ------ | ------------------ | ----------------- | ----- | ---- |
| 1   | 5      | Brendan Christian  | Antigua e Barbuda | 20"26 | Q    |
| 2   | 8      | Churandy Martina   | Antille Olandesi  | 20"42 | Q    |
| 3   | 9      | Kristof Beyens     | Belgio            | 20"50 | Q    |
| 4   | 6      | Marcin Jędrusiński | Polonia           | 20"58 |      |
| 5   | 4      | Aaron Armstrong    | Trinidad e Tobago | 20"58 |      |
| 6   | 7      | Obinna Metu        | Nigeria           | 20"65 |      |
| 7   | 2      | Sandro Viana       | Brasile           | 21"07 |      |
| 8   | 3      | Marc Schneeberger  | Svizzera          | 21"48 |      |

### 4° Quarto
Ore 20:26 UTC+8.

| Pos | Corsia | Atleta              | Paese             | Tempo | Note |
| --- | ------ | ------------------- | ----------------- | ----- | ---- |
| 1   | 8      | Paul Hession        | Irlanda           | 20"32 | Q    |
| 2   | 4      | Wallace Spearmon    | Stati Uniti       | 20"39 | Q    |
| 3   | 6      | Jaysuma Saidy Ndure | Norvegia          | 20"45 | Q    |
| 4   | 7      | Rondell Sorillo     | Trinidad e Tobago | 20"63 |      |
| 5   | 5      | Ramil Guliyev       | Azerbaigian       | 20"66 | RN   |
| 6   | 3      | Visa Hongisto       | Finlandia         | 20"76 |      |
| 7   | 2      | Thuso Mpuang        | Sudafrica         | 21"04 |      |
| 8   | 9      | Marvin Anderson     | Giamaica          | Rit.  |      |

### Graduatoria Quarti di finale
| Batteria | Corsia | Atleta                | Paese               | Tempo | Note |
| -------- | ------ | --------------------- | ------------------- | ----- | ---- |
| 2        | 4      | Brian Dzingai         | Zimbabwe            | 20"23 | Q    |
| 3        | 5      | Brendan Christian     | Antigua e Barbuda   | 20"26 | Q    |
| 2        | 7      | Walter Dix            | Stati Uniti         | 20"27 | Q    |
| 2        | 6      | Christian Malcolm     | Gran Bretagna       | 20"30 | q    |
| 4        | 8      | Paul Hession          | Irlanda             | 20"32 | Q    |
| 2        | 9      | Stephan Buckland      | Mauritius           | 20"37 | q    |
| 4        | 4      | Wallace Spearmon      | Stati Uniti         | 20"39 | Q    |
| 2        | 8      | Christopher Williams  | Giamaica            | 20"28 | Q    |
| 1        | 4      | Usain Bolt            | Giamaica            | 20"29 | Q    |
| 1        | 7      | Shawn Crawford        | Stati Uniti         | 20"42 | Q    |
| 3        | 8      | Churandy Martina      | Antille Olandesi    | 20"42 | Q    |
| 1        | 6      | Kim Collins           | Saint Kitts e Nevis | 20"43 | Q    |
| 1        | 5      | Marlon Devonish       | Gran Bretagna       | 20"43 | q    |
| 1        | 9      | Jared Connaughton     | Canada              | 20"45 | q    |
| 4        | 6      | Jaysuma Saidy Ndure   | Norvegia            | 20"45 | Q    |
| 3        | 9      | Kristof Beyens        | Belgio              | 20"50 | Q    |
| 1        | 3      | Amr Seoud             | Egitto              | 20"55 | RN   |
| 3        | 6      | Marcin Jędrusiński    | Polonia             | 20"58 |      |
| 3        | 4      | Aaron Armstrong       | Trinidad e Tobago   | 20"58 |      |
| 2        | 5      | Roman Smirnov         | Russia              | 20"62 |      |
| 2        | 3      | Shinji Takahira       | Giappone            | 20"63 |      |
| 4        | 7      | Rondell Sorillo       | Trinidad e Tobago   | 20"63 |      |
| 3        | 7      | Obinna Metu           | Nigeria             | 20"65 |      |
| 4        | 5      | Ramil Guliyev         | Azerbaigian         | 20"66 | RN   |
| 4        | 3      | Visa Hongisto         | Finlandia           | 20"76 |      |
| 1        | 8      | Rolando Palacios      | Honduras            | 20"87 |      |
| 2        | 2      | Matic Osovnikar       | Slovenia            | 20"95 |      |
| 1        | 2      | Ángel David Rodriguez | Spagna              | 20"96 |      |
| 4        | 2      | Thuso Mpuang          | Sudafrica           | 21"04 |      |
| 3        | 2      | Sandro Viana          | Brasile             | 21"07 |      |
| 3        | 3      | Marc Schneeberger     | Svizzera            | 21"48 |      |
| 4        | 9      | Marvin Anderson       | Giamaica            | Rit.  |      |

Legenda:
- Q = Qualificato per le semifinali;
- q = Ripescato per le semifinali;
- RN = Record nazionale;
- RP = Record personale;
- NP = Non partito;
- Rit. = Ritirato.

## Semifinali
Martedì 18 agosto.

Accedono alla Finale i primi 4 classificati di ciascuna semifinale. Non ci sono ripescaggi.

### 1ª Semifinale
Ore 21:25 UTC+8.

| Pos | Corsia | Atleta               | Paese            | Tempo | Note  |
| --- | ------ | -------------------- | ---------------- | ----- | ----- |
| 1   | 7      | Churandy Martina     | Antille Olandesi | 20"11 | Q, RN |
| 2   | 6      | Brian Dzingai        | Zimbabwe         | 20"17 | Q     |
| 3   | 4      | Walter Dix           | Stati Uniti      | 20"19 | Q     |
| 4   | 3      | Christian Malcolm    | Gran Bretagna    | 20"25 | Q     |
| 5   | 5      | Paul Hession         | Irlanda          | 20"38 | .     |
| 6   | 9      | Christopher Williams | Giamaica         | 20"45 | .     |
| 7   | 2      | Jared Connaughton    | Canada           | 20"58 | .     |
| 8   | 8      | Kristof Beyens       | Belgio           | 20"69 | .     |

### 2ª Semifinale
Ore 21:33 UTC+8.

| Pos | Corsia | Atleta              | Paese               | Tempo | Note |
| --- | ------ | ------------------- | ------------------- | ----- | ---- |
| 1   | 6      | Usain Bolt          | Giamaica            | 20"09 | Q    |
| 2   | 5      | Shawn Crawford      | Stati Uniti         | 20"12 | Q    |
| 3   | 7      | Wallace Spearmon    | Stati Uniti         | 20"14 | Q    |
| 4   | 8      | Kim Collins         | Saint Kitts e Nevis | 20"25 | Q    |
| 5   | 4      | Brendan Christian   | Antigua e Barbuda   | 20"29 | .    |
| 6   | 2      | Stéphane Buckland   | Mauritius           | 20"48 | .    |
| 7   | 3      | Marlon Devonish     | Gran Bretagna       | 20"57 | .    |
|     | 9      | Jaysuma Saidy Ndure | Norvegia            | NP    |      |

### Graduatoria Semifinali
| Batteria | Corsia | Atleta               | Nazionalità         | Tempo | Note  |
| -------- | ------ | -------------------- | ------------------- | ----- | ----- |
| 2        | 6      | Usain Bolt           | Giamaica            | 20"09 | Q     |
| 1        | 7      | Churandy Martina     | Antille Olandesi    | 20"11 | Q, RN |
| 2        | 5      | Shawn Crawford       | Stati Uniti         | 20"12 | Q     |
| 2        | 7      | Wallace Spearmon     | Stati Uniti         | 20"14 | Q     |
| 1        | 6      | Brian Dzingai        | Zimbabwe            | 20"17 | Q     |
| 1        | 4      | Walter Dix           | Stati Uniti         | 20"19 | Q     |
| 1        | 3      | Christian Malcolm    | Gran Bretagna       | 20"25 | Q     |
| 2        | 8      | Kim Collins          | Saint Kitts e Nevis | 20"25 | Q     |
| 2        | 4      | Brendan Christian    | Antigua e Barbuda   | 20"29 | .     |
| 1        | 5      | Paul Hession         | Irlanda             | 20"38 | .     |
| 1        | 9      | Christopher Williams | Giamaica            | 20"45 | .     |
| 2        | 2      | Stéphane Buckland    | Mauritius           | 20"48 | .     |
| 2        | 3      | Marlon Devonish      | Gran Bretagna       | 20"57 | .     |
| 1        | 2      | Jared Connaughton    | Canada              | 20"58 | .     |
| 1        | 8      | Kristof Beyens       | Belgio              | 20"69 | .     |
| 2        | 9      | Jaysuma Saidy Ndure  | Norvegia            | NP    |       |

Legenda:
- Q = Qualificato per la finale;
- RN = Record nazionale;
- RP = Record personale;
- NP = Non partito;
- Rit. = Ritirato.

## Finale

Video della Finale

Mercoledì 20 agosto, ore 22:20. Stadio nazionale di Pechino.
| Primatista mondiale | 19"32 | Michael Johnson | Rit. 2001 |
| Primatista stag.le  | 19"67 | Usain Bolt      | Presente  |

1. ↑  Record stabilito nel 1996.
2. ↑  Alla data del 1º agosto 2008.

| Pos. | Corsia | Atleta            | Paese               | Tempo  | Note            |
| ---- | ------ | ----------------- | ------------------- | ------ | --------------- |
| Oro  | 5      | Usain Bolt        | Giamaica            | 19"30  | Record mondiale |
|      | 4      | Shawn Crawford    | Stati Uniti         | 19"96  |                 |
|      | 8      | Walter Dix        | Stati Uniti         | 19"98  |                 |
| 4    | 6      | Brian Dzingai     | Zimbabwe            | 20"22  |                 |
| 5    | 3      | Christian Malcolm | Gran Bretagna       | 20"40  |                 |
| 6    | 2      | Kim Collins       | Saint Kitts e Nevis | 20"59  |                 |
| -    | 7      | Churandy Martina  | Antille Olandesi    | Squal. |                 |
| -    | 9      | Wallace Spearmon  | Stati Uniti         | Squal. |                 |

Il margine del vincente sul secondo classificato, 66 centesimi, è il più ampio di sempre nella storia olimpica della specialità.